# Bohater kulturowy
Bohater kulturowy – postać mityczna występująca w roli dawcy i nauczyciela kultury oraz mediatora między światem ludzkim i nadprzyrodzonym w wielu mitologiach świata.

## Określenie
Termin ten określa na ogół postać która spełnia następujące warunki:
1. jest człowiekiem posiadającym nadludzkie cechy, zdolności lub umiejętności;
2. istnieje w czasach mitycznych;
3. daje ludziom podstawy kultury: narzędzia, wynalazki, ważne umiejętności, obrzędy, prawa.

Często występuje także jako praprzodek plemienia lub wszystkich ludzi, demiurg, transformer, trickster.

## Opis
Niektórzy badacze, jak M.Müller, D. Brinton, P. Ehrenheich, doszukiwali się w nim personifikacji zjawisk przyrody i ciał niebieskich. S.A. Tokariew uważał go za niższy szczebel rozwoju pojęcia bóstwa. Przedstawiciele ze szkoły funkcjonalnej podkreślali znaczenie jego czynów jako precedensów sankcjonujących określone zwyczaje i rytuały.
Dla Mircei Eliadego odtwarzanie archetypowych działań sankcjonowało i sakralizowało wykonane czynności jako przywracające każdorazowo czas mityczny wraz z postacią nauczyciela kultury. Claude Lévi-Strauss widzi w nim swoistego mediatora łączącego w sobie cechy sacrum i profanum dla przezwyciężenia podstawowych antynomii: np. życia i śmierci.

## Galeria

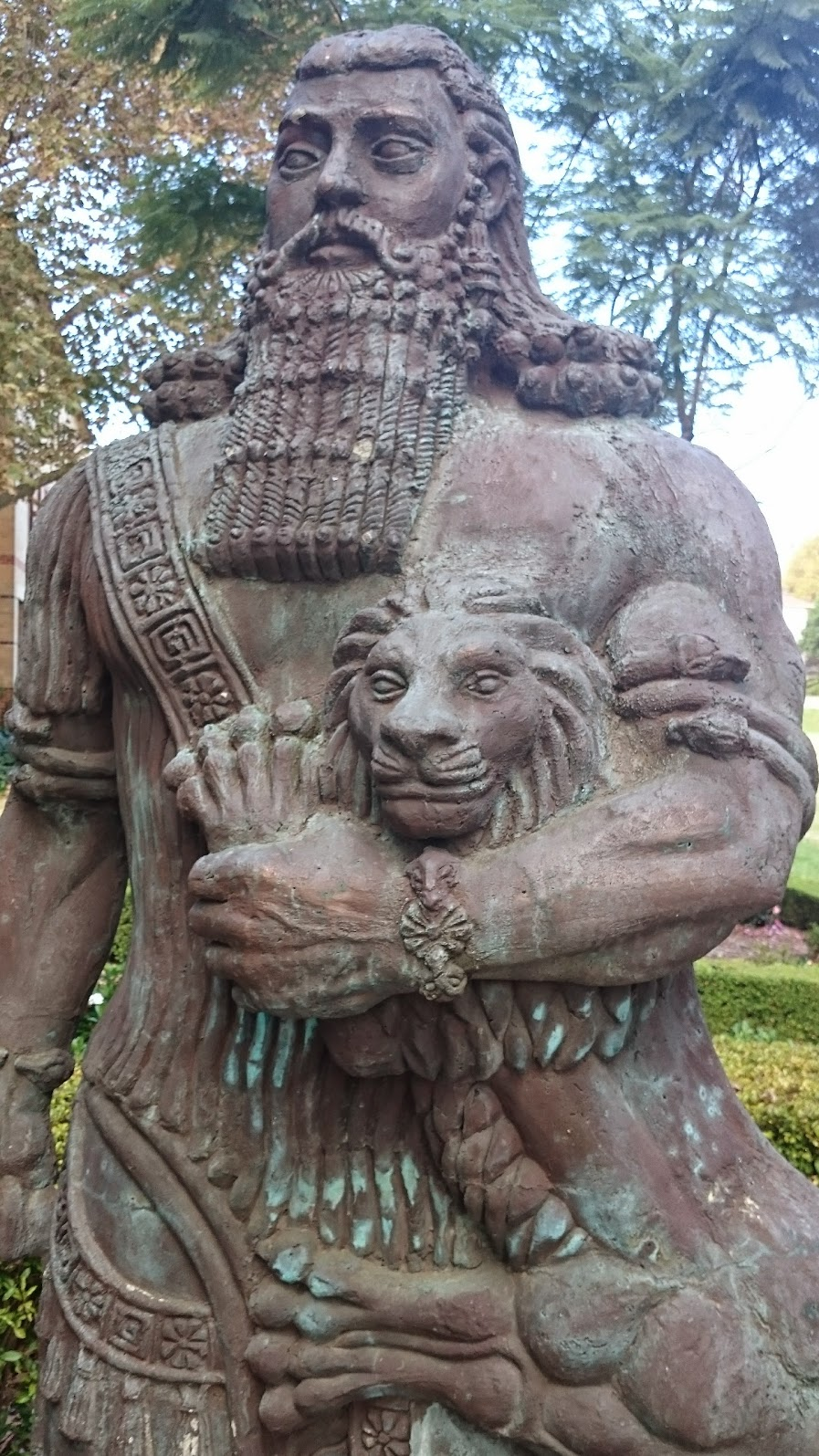
Gilgamesz
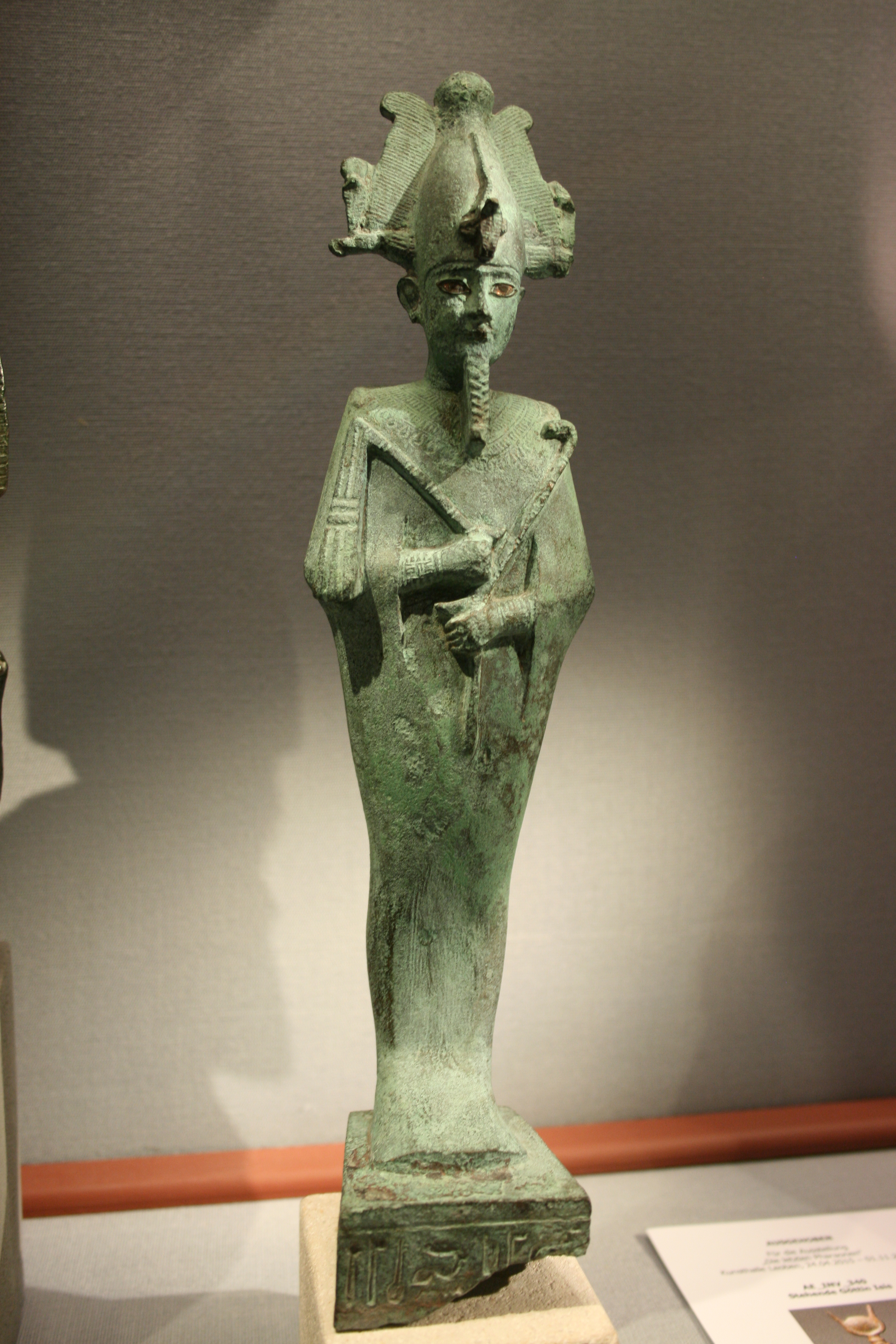
Ozyrys
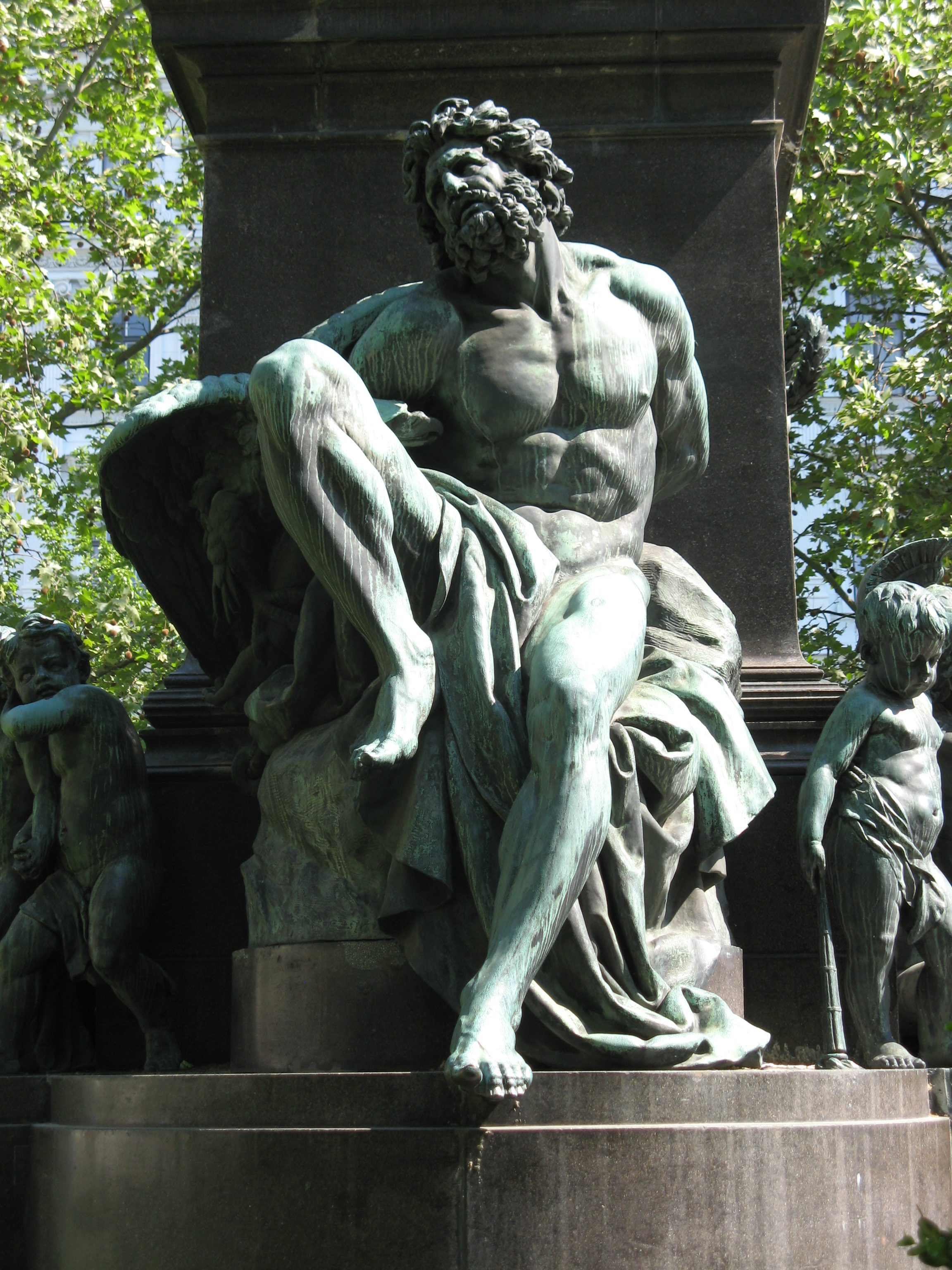
Prometeusz
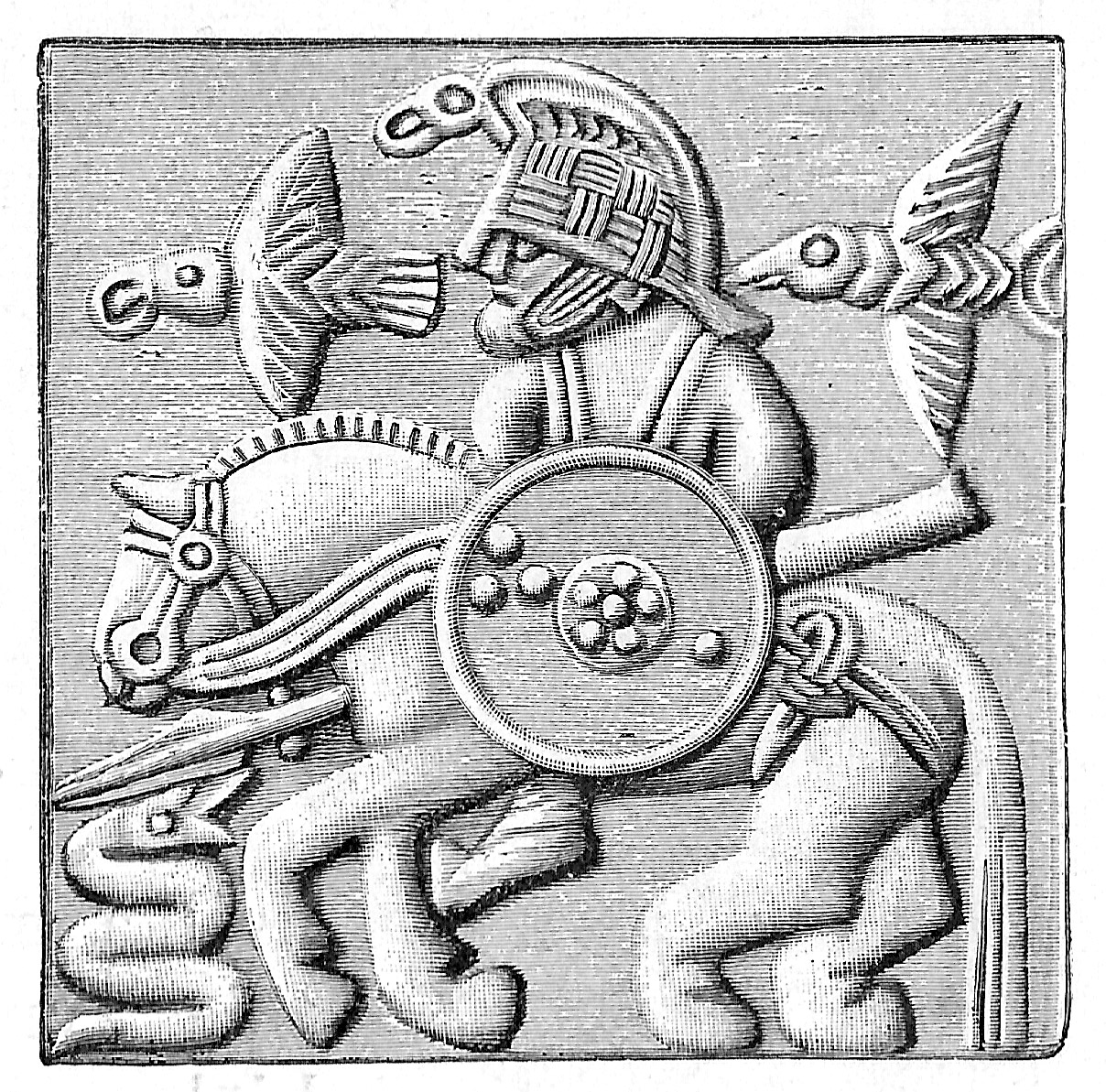
Odyn
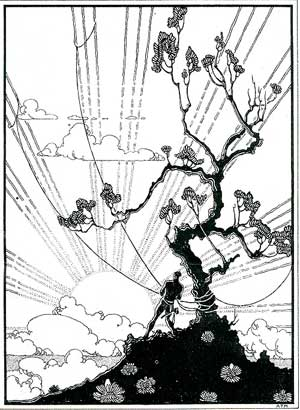
Māui
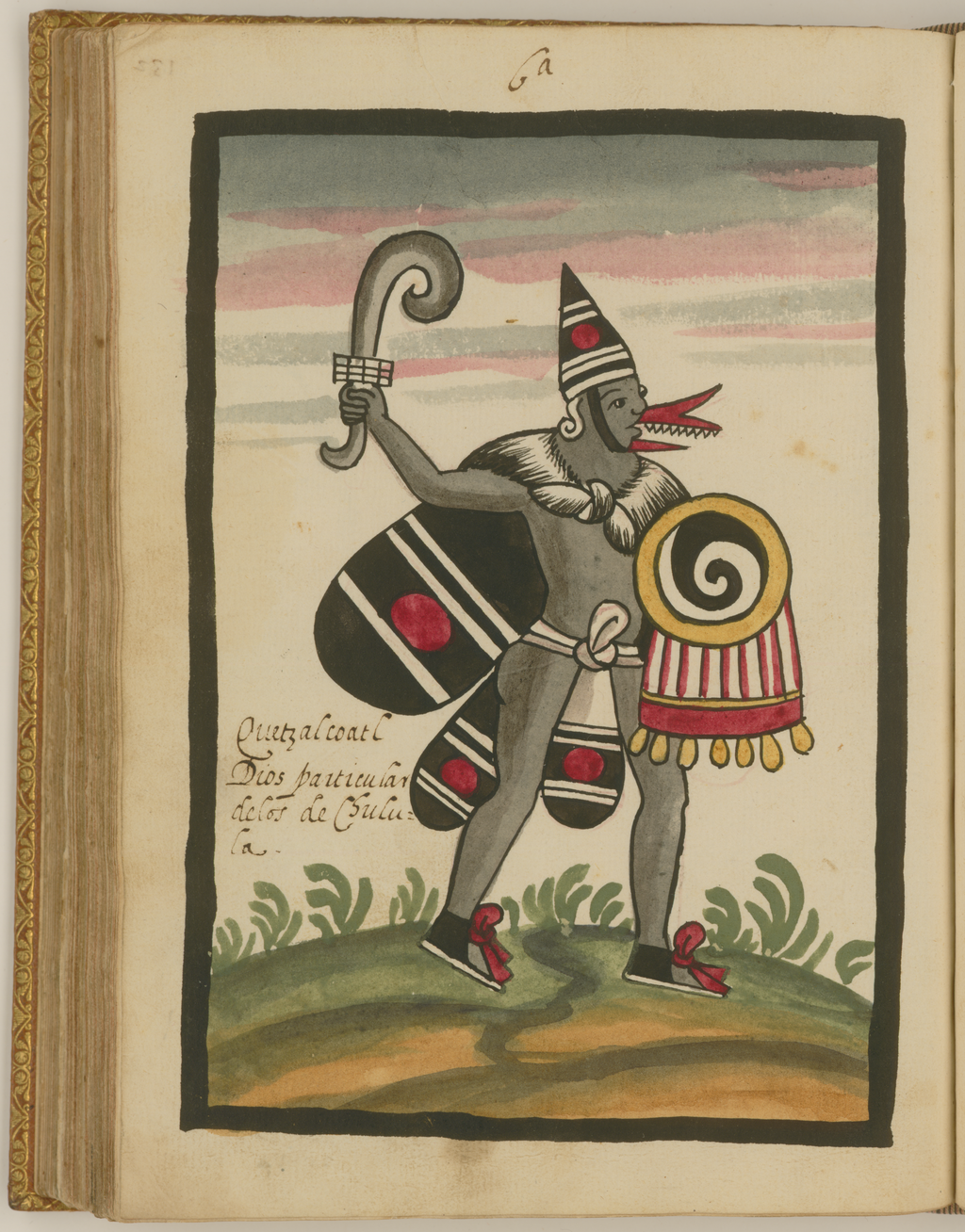
Quetzalcoatl